# Astro City
Cet article concerne la série de comics. Pour la borne d'arcade, voir Sega Astro City.
Astro City est une série de comics créée par Kurt Busiek (scénario), Alex Ross (illustrations de couverture et design) et Brent Anderson (dessinateur). D'abord publiée par Image Comics en 1995, elle est ensuite reprise par Homage Comics, un label de Wildstorm.
Depuis  Juin 2013, une nouvelle série mensuelle Astro City parait chez DC / Vertigo Comics.
En 2017, près de 100 numéros avaient été publiés.

## Synopsis
La série met en scène un monde de super-héros original. Elle poursuit l'exploration de thèmes déjà abordés par Busiek dans Marvels : comment les gens ordinaires vivent dans un monde ou existent des super-héros et vilains, quelles sont les conséquences pour la société de l'existence d'êtres dotés de pouvoirs, comment ceux-ci vivent-ils « au quotidien », etc. C'est aussi pour Busiek de donner sa vision de certains clichés et caractéristiques du genre super-héroïque (le jeune sidekick, les origines etc.) et de son évolution (l'arc Dark Age évoque par exemple les histoires sombres et violentes apparues dans le sillage du Watchmen d'Alan Moore).
Un très grand nombre de héros et vilains font des apparitions dans la série, certains pour quelques cases seulement, tandis que d'autres font l'objet d'une ou plusieurs histoires. La longueur des histoires est elle-même très variable, allant d'un à plusieurs numéros.
Certains super-héros d'Astro City sont construits selon les archétypes de héros connus des univers de Marvel et de DC Comics. Ainsi Samaritan est inspiré de Superman, Winged Victory de Wonder Woman, le Confesseur de Batman, Mph de Flash pour les héros DC ; et Jack-in-the-Box de Spider-Man, la First Family des Fantastic Four, les Crossbreed des X-Men, etc.

## Vie éditoriale
Ross peint les couvertures de la série, qui a été publiée de manière sporadique à cause des problèmes de santé de Busiek.

## Publication en français
La série a été partiellement traduite en France par Semic en albums disponibles par souscription : l'intégralité du volume 1 (série limitée Astro City) et les 12 premiers épisodes du volume 2.
- Tome 1 : La Vie dans la grande cité (Semic, 1999)
- Tome 2 : Confession (Semic, 2000)
- Tome 3 : Album de famille (Semic, 2000)
- Tome 1 : Des ailes de plomb (Panini, 2007)
- Tome 2 : Héros locaux (Panini, 2008)

### Publication aux États-Unis
- Astro City: Life in the Big City (Vol. 1 #1-6)
- Astro City: Confession (Vol. 2 #1/2, 4-9)
- Astro City: Family Album (Vol. 2 #1-3, 10-13)
- Astro City: Tarnished Angel (Vol. 2 #14-20)
- Astro City: Local Heroes (Vol. 2 #21-22)
  - Astro City: Local Heroes (vol. #1-5)
  - Astro City Special: Supersonic « After the Fire »
- Astro City: The Dark Age Book One: Brothers and Other Strangers
  - Astro City: The Dark Age (Vol. 1 #1–4, Vol. 2 #1–4)
- Astro City: The Dark Age Book Two: Brothers in Arms
  - Astro City: The Dark Age (Vol. 3 #1–4, Vol. 4 #1–4)
- Astro City: Shining Stars
  - Astro City: Samaritan Special
  - Astro City: Astra #1–2
  - Astro City: Silver Agent #1–2
  - Astro City: Beautie #1
- Astro City: Through Open Doors
  - Astro City Vol. 3 #1–6
- Astro City: Victory
  - Astro City Vol. 3 #7-10
  - Astro City Visitor's Guide #1

## Récompenses
- Prix Harvey:
  - Meilleure nouvelle série, 1996
  - Meilleure série, 1998
  - Meilleur scénariste, Kurt Busiek, 1998 (pour Astro City, Avengers et Thunderbolts)
- Prix Eisner :
  - Meilleure nouvelle série, 1996
  - Meilleure série, 1997 et 1998
  - Meilleur scénariste, Kurt Busiek, 1999 (pour Astro City et Avengers)
- Comics Buyer's Guide Fan Awards[2] :
  - Meilleure réédition sous forme de roman graphique (Favorite reprint graphic novel or album) : Astro City: Life in the Big City
  - Série préférée (Favorite comic book), 1996 et 1997
  - Meilleure histoire : Confessions, parue dans Astro City #5-9, 1997